# Грунт, Ян Янович
Ян-Альфред Янович Грунт (16 апреля [28 апреля] 1892, Валмиера, Лифляндская губерния, Российская империя — 8 декабря 1950, Ленинск, Волгоградская область) — российский революционер, журналист, редактор.

## Биография
Латыш. Сын торговца. Окончил гимназию. Учился в сельскохозяйственной академии, которую не окончил.
Член Латвийской социал-демократической рабочей партии с 1907 года, затем РСДРП. Партийная кличка Мазайс. За революционную деятельность преследовался царскими властями, подвергался арестам с 1907 года. После одного года в вольмарской уездной тюрьме, был приговорен к пяти годам каторги, но по малолетству был отправлен в «воспитательно-исправительное заведение до достижения 21 года, либо в особо приспособленное для несовершеннолетних помещение при тюрьме, или арестном доме».
Отбыв наказание в одиночном корпусе Бутырской тюрьмы в Москве, уехал в Ригу, где стал агитатором-организатором под новой партийной кличкой Погис.
В 1912—1913 годах — агитатор и партийный организатор в Риге. 9 января 1913 года во время демонстрации Грунта вновь арестовали и без решения суда выслали на три года в Нарымский край. Там он познакомился с политической ссыльной Софьей Абрамовной Зеливинской (Зелевинской), которая стала его женой. В последующем в СССР она старая большевичка (партийный стаж с 1909 г.) занялась микробиологией, стала профессором, работала в исследовательском институте. В 1914 году они вместе бежали из ссылки в Москву.
В 1914—1915 годах — в Москве один из инициаторов создания латышской социал-демократической организации, так называемой «Тверской группы РСДРП(б)».
Руководил подпольной типографией. В 1915 году Грунт был арестован — прямо в подпольной типографии, где только что были отпечатаны воззвания по поводу расстрела рабочих в Иваново-Вознесенске. Осуждён на четыре года каторжных работ.
Всего провёл на каторге и в ссылке около 10 лет.
Активный участник борьбы за установление Советской власти в Коломне. С апреля 1917 года — парторганизатор Московского окружного комитета РСДРП(б) в Коломне, там же был членом ревкома, редактировал журнал «Большевик» — орган районного комитета Коломны. В 1918 году издал книгу стихов «Кандальный звон» (Коломна).
После Октябрьской революции 1917 года — председатель уездного комитета РСДРП(б), комиссар Коломны и уезда.
Участник Гражданской войны в России. С сентября 1918 года — редактор газет политотдела 5-й армии РККА.
С тех пор на редакционно-издательской работе: в Уфе — редактор газеты «Известия» и журнала «Пахарь», в Москве — заведующий отделом рабочей жизни газеты «Правда»; в Хабаровске и Сталинграде — был главным редактором местных газет, в 1931—1939 годах работал в издательстве Моссовета. В 1939—1941 годах — редактор фабрики диапозитивных фильмов.
С 1941 года — персональный пенсионер.
Сын Александр (1915—1986) — историк, публицист.

## Память
- Именем Я. Грунта названа одна из улиц Коломны.
- Установлена памятная доска.